# Mazanka (Mazanka), Simferopol
Mazanka (în ucraineană Мазанка) este localitatea de reședință a comunei Mazanka din raionul Simferopol, Republica Autonomă Crimeea, Ucraina.

## Demografie
Componența lingvistică a localității Mazanka
     Rusă (69,16%)
     Tătară crimeeană (22,35%)
     Ucraineană (7,34%)
     Alte limbi (0,77%)
Conform recensământului din 2001, majoritatea populației localității Mazanka era vorbitoare de rusă (69,16%), existând în minoritate și vorbitori de tătară crimeeană (22,35%) și ucraineană (7,34%).

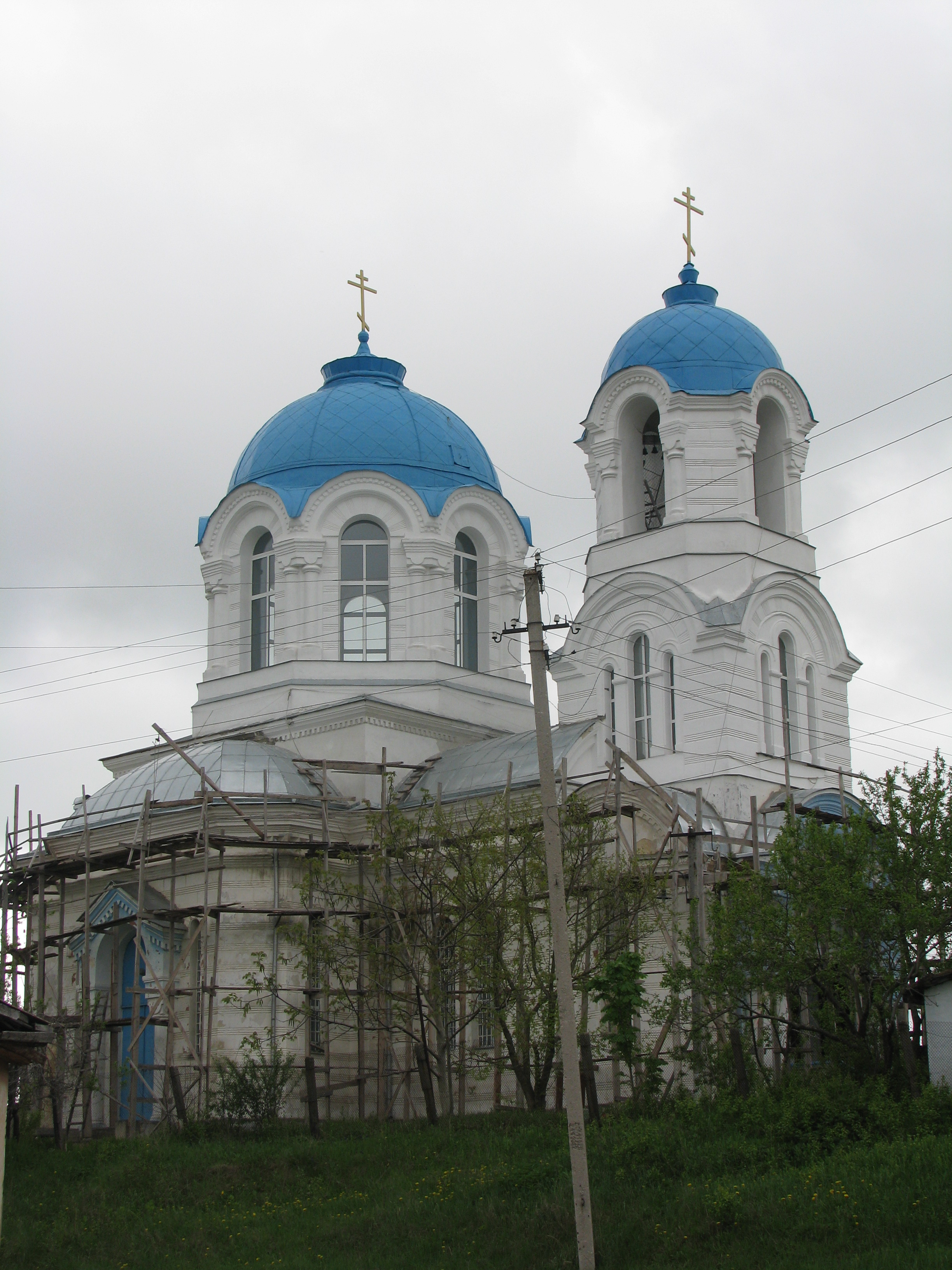
Biserica Sfântul Nicolae 1830, satul Mazanka